# 黑碕薰
黑碕薰（日语：／ Kurosaki Kaoru，1969年1月26日—）是日本女性小說家兼編劇，舊筆名為黑崎薰。黑碕是日本推理作家協會的會員，丈夫是漫画家和月伸宏。

## 經歷
黑碕出生於日本神奈川縣横滨市，小學時期與家人在巴西聖保羅居住數年，就讀當地的聖保羅日本人學校，故是一名歸國子女。畢業於櫻美林大學文學部中国文学科之後，黑碕進入日揮株式會社工作，1994年以工作同時寫下的小說出道成為小說家。
1990年代，黑碕執筆了多部BL小說，2000年代之後則主要參與編寫日本動畫和遊戲的劇本，也擔任過專門學校的兼課老師。2001年至2002年間，黑碕為電視動畫《足球小將翼2002》的數集撰寫腳本（包含完結篇），也是她第一次寫劇本的經驗。丈夫是漫畫家和月伸宏，黑碕自2003年起先後掛名擔任和月作品《武裝鍊金》和《科學怪人傳說》的故事協力，並參與撰寫這兩部作品的衍生文字媒材和遊戲劇本。
本名不詳，結婚後曾用本名寫過幾部小說。2011年起將原筆名「黑崎薰」改成「黑碕薰」，黑碕稱原因是原筆名的筆畫數不好。
黑碕主要創作少年漫畫和BL小說，自稱是因為喜歡寫少年。

## 主要作品

### 小説
- [1]
- （櫻桃書房）[1]
- （櫻桃書房）[1]
- （櫻桃書房）[1]
- [1]
- 3年B班金八老師～成為傳說中的教師！（日语：3年B組金八先生 伝説の教壇に立て!）選集「下課後的方程式」（撰寫篇章：。CHUNSOFT，ISBN 4-924978-43-4）[1]
- 武裝鍊金小說版（集英社 JUMP j BOOKS（日语：ジャンプ ジェイ ブックス））
  1. 武裝鍊金// －DOUBLE SLASH－（2006年10月27日，ISBN 978-4-08-703171-3）[10]
  2. 武鍊鍊金/Z －SLASH ZETA－ 夢之樂園（2007年5月26日，ISBN 978-4-08-703180-5）[11]
- 神劍闖江湖─銀幕草紙變─（2012年9月4日，集英社 JUMP j BOOKS，ISBN 978-4-08-703273-4）[12]
- 神劍闖江湖裏幕─統御火炎─（2014年10月3日，撰寫篇章：。集英社 JUMP COMICS）[13]
- 神劍闖江湖─神谷道場物語─（るろうに剣心-神谷道場物語-）（《Jump Square》不定期連載，集英社 JUMP j BOOKS）[註 2]

### 日本動畫
- 足球小將翼2002（2001年－2002年，東京電視台）：編劇之一

### 遊戲
- 3年B班金八老師～成為傳說中的教師！（日语：3年B組金八先生 伝説の教壇に立て!）（2004年，CHUNSOFT，PlayStation 2）：負責部分劇本[1]
- 狂野歷險 the Vth Vanguard（2006年，索尼互動娛樂，PlayStation 2）：故事原案[16]
- 武裝鍊金～歡迎光臨蝴蝶公園（2007年，Marvelous Entertainment（日语：マーベラスインタラクティブ），PlayStation 2）：編劇[17]

### 電影
- 浪客劍心（2012年）：劇本協力

### 漫畫
皆為丈夫和月伸宏的作品。
- 武裝鍊金（2003年－2005年，《週刊少年Jump》連載，全10卷，集英社 JUMP COMICS）：故事協力
- 科學怪人傳說（2007年－2015年，《Jump Square》連載，全10卷，集英社　JUMP COMICS）：故事協力
- ─神劍闖江湖・異聞─有前科的明日郎（2016年，《Jump Square》連載）：故事協力[18]
- 神劍闖江湖─明治劍客浪漫譚・北海道篇─（2017年－連載中，《Jump Square》連載，集英社　JUMP COMICS）：故事協力[19]

### 連載專欄
- 再生魔人博物誌（エンバーミング博物誌）（《Jump Square》連載）：形式為作品登場角色們的座談會，介紹19世紀末英國的社會與風俗習慣。

## 備註
1. ↑  2011年4月發售的《Jump Square》5・6月合併號寫作「黑崎薰」，2011年6月發售的7月号起寫作「黑碕薰」。
2. ↑  小說單行本原定於2021年7月2日發售[14]，後來延期[15]。

## 外部連結
- （页面存档备份，存于） - 官方網站（日語）
- （页面存档备份，存于） - 官方Blog（日語）
- 黒碕薫的X（前Twitter）（日語）
- 黑碕薰在動畫新聞網百科全書中的資料（英文）